# Iphiaulax iris
Iphiaulax iris är en stekelart som beskrevs av Charles Thomas Brues 1924. Iphiaulax iris ingår i släktet Iphiaulax och familjen bracksteklar. Inga underarter finns listade i Catalogue of Life.